# أدريان سيمبسون
أدريان سيمبسون (بالإنجليزية: Adrian Simpson)‏ هو مقدم تلفزيوني بريطاني، ولد في 24 أبريل 1971 في كارشالتون في المملكة المتحدة.

## وصلات خارجية
- أدريان سيمبسون على موقع IMDb (الإنجليزية)